# Eleonora di Castiglia (regina d'Inghilterra)
Eleonora di Castiglia (in spagnolo Eleonora de Castilla e in inglese Eleanor of Castile; Burgos, 1241 – Harby, 29 novembre 1290) è stata regina consorte d'Inghilterra e contessa di Ponthieu dal 1272 al 1290.
Eleonora era più istruita della maggior parte delle regine medievali ed esercitò una forte influenza culturale sulla nazione. Era un'appassionata mecenate della letteratura e incoraggiava l'uso di arazzi, tappeti e stoviglie in stile spagnolo, oltre a progetti di giardini innovativi. Era anche una donna d'affari di successo, dotata della propria fortuna come contessa di Ponthieu.

## Biografia

### Infanzia
Eleonora era la figlia del re di Castiglia e León, Ferdinando III il Santo, e della sua seconda moglie, Giovanna di Dammartin, figlia di Simone de Dammartin, conte d'Aumâle e di Maria, contessa di Ponthieu (contea nel dipartimento della Somme le cui città principali erano Abbeville e Montreuil-sur-Mer).
Prende il nome dalla sua bisnonna paterna, Eleonora d'Inghilterra, figlia di Eleonora d'Aquitania ed Enrico II d'Inghilterra.
Le corti del padre e del fratellastro Alfonso X di Castiglia erano note per la loro atmosfera letteraria. Entrambi i re incoraggiarono anche un'ampia istruzione dei figli reali, ed è quindi probabile che Eleonora sia stata istruita a uno standard superiore alla norma, una probabilità che è rafforzata dalle sue successive attività letterarie come regina. Si crede che ella fosse accanto al letto di morte del padre spirato a Siviglia nel 1252.

## Matrimonio

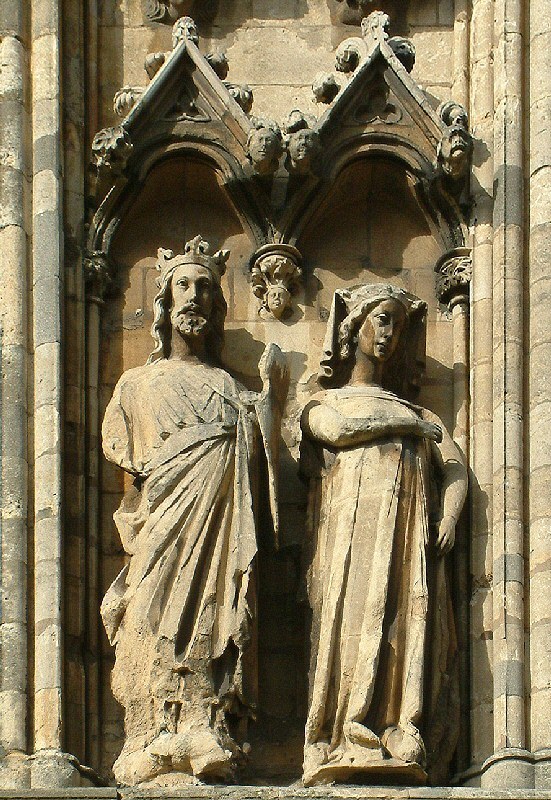
Eleonora di Castiglia con il marito Edoardo I d'Inghilterra nella Cattedrale di Lincoln

Il matrimonio di Eleonora nel 1254 con il futuro Edoardo I d'Inghilterra non fu l'unico matrimonio che la sua famiglia aveva pianificato per lei.
I re di Castiglia avevano a lungo fatto una tenue pretesa di essere i signori supremi del Regno di Navarra a causa del giuramento di Garcia VI di Navarra nel 1134. Nel 1253 l'erede di Ferdinando III, il fratellastro di Eleonora, Alfonso X di Castiglia, bloccò i negoziati con l'Inghilterra nella speranza che avrebbe sposato Tebaldo II di Navarra.
Il matrimonio offriva diversi vantaggi. In primo luogo, il regno dei Pirenei consentiva il passaggio dalla Castiglia alla Guascogna. In secondo luogo Tebaldo II non era ancora maggiorenne, quindi esisteva l'opportunità di governare o potenzialmente annettere la Navarra alla Castiglia. Per evitare il controllo castigliano, Margherita di Borbone (madre e reggente di Tebaldo II) ad agosto del 1253 si alleò invece con Giacomo I d'Aragona e, come parte di quel trattato, promise solennemente che Tebaldo non avrebbe mai sposato Eleonora.
Nel 1252 Alfonso X resuscitò un'altra pretesa ancestrale, questa volta al ducato di Guascogna nel sud dell'Aquitania (l'ultimo possedimento dei re d'Inghilterra in Francia), che sosteneva avesse fatto parte della dote di Eleonora d'Inghilterra. Enrico III d'Inghilterra contrastò rapidamente le affermazioni di Alfonso con mosse sia diplomatiche che militari. All'inizio del 1253 i due re iniziarono a negoziare; dopo aver contrattato sulla fornitura finanziaria per Eleonora, Enrico e Alfonso concordarono che avrebbe sposato il figlio di quest'ultimo, Edoardo (ormai il duca titolare), e Alfonso avrebbe trasferito le sue pretese guascone a Edoardo. Enrico III era così ansioso che il matrimonio avesse luogo che abbandonò volentieri gli elaborati preparativi già fatti per l'investitura di Edoardo in Inghilterra e acconsentì che Alfonso avrebbe nominato Edoardo come cavaliere durante o prima della prossima festa dell'Assunzione.
La giovane coppia si sposò nel monastero di Santa María la Real de Las Huelgas, a Burgos, il 1 novembre 1254. Edoardo ed Eleonora erano cugini di secondo grado, poiché il nonno di Edoardo, re Giovanni d'Inghilterra e la bisnonna di Eleonora, Eleonora d'Inghilterra, erano figli di Enrico II ed Eleonora d'Aquitania. Dopo il matrimonio trascorsero quasi un anno in Guascogna, con Edoardo al potere come signore dell'Aquitania. Durante questo periodo Eleonora, di tredici anni e mezzo, quasi certamente diede alla luce il suo primo figlio, una figlia morta poche ore dopo. Si recò da sola in Inghilterra alla fine dell'estate del 1255. Edoardo la seguì pochi mesi dopo.
Eleonora ed Edoardo I d'Inghilterra ebbero sedici figli:
1. Eleonora sposò il re d'Aragona Alfonso III e poi sposò il conte Enrico III di Bar
2. Giovanna (estate 1265-7 settembre 1265), sepolta nell'abbazia di Westminster
3. Giovanni (10 luglio 1266-3 agosto 1271), sepolto nell'abbazia di Westminster
4. Enrico (circa 13 luglio 1268-14 ottobre 1274), sepolto nell'abbazia di Westminster
5. Alice (circa 1270-circa 1284)
6. Giuliana (Palestina 28 maggio 1271-Palestina 5 settembre 1271), sepolta a Bordeaux
7. Giovanna, prima fu fidanzata con Hartmann d'Asburgo, figlio dell'imperatore, Rodolfo I. Poi sposò, in prime nozze, Gilberto di Clare, VII conte di Gloucester, ed in seconde nozze Rodolfo Morthermer, I Barone di Monthermer (Lord Monthermer).
8. Isabella (marzo 1274-1279), sepolta nell'abbazia di Westminster.
9. Alfonso, conte di Chester, sepolto nell'abbazia di Westminster.
10. Berengaria (1º maggio 1277-ca. 27 giugno 1278), sepolta nell'Abbazia di Westminster.
11. Maria Plantageneta (11 marzo 1278-29 maggio 1332), suora ad Amesbury, Wiltshire.
12. Margherita sposò nel 1290 Giovanni II del Brabante.
13. Elisabetta sposò in prime nozze Giovanni I, Conte d'Olanda, e in seconde nozze Humphrey de Bohun, IV conte di Hereford.
14. Edoardo, noto anche come Edoardo di Caernarvon (25 aprile 1284-21 settembre 1327), re d'Inghilterra. Sposò Isabella di Francia.
15. Beatrice (Guascogna 1286- morta giovane).
16. Bianca (Bordeaux 1289- morta giovane)[9][10][11].

Enrico III era orgoglioso di risolvere la crisi guascone in modo così decisivo, ma i suoi sudditi temevano che il matrimonio avrebbe portato i parenti e i connazionali di Eleonora a vivere della rovinosa generosità di Enrico. Alcuni dei suoi parenti vennero in Inghilterra subito dopo il suo matrimonio. Era troppo giovane per fermarli o impedire a Enrico III di sostenerli, ma fu comunque incolpata e il suo matrimonio divenne presto impopolare.
La presenza di più soldati di ventura inglesi, francesi e normanni e opportunisti nelle città di Siviglia e Cordova, da poco conquistate dai Mori Almohadi, sarebbe però aumentata, grazie a questa alleanza tra casate reali, fino all'avvento della guerra dei cent'anni.

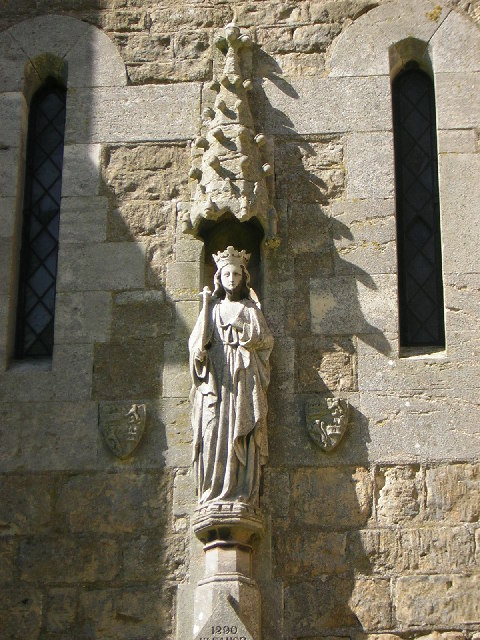
Statua di Eleonora, chiesa di Tutti i Santi, Harby

### Seconda Guerra dei Baroni
C'è poca traccia della vita di Eleonora in Inghilterra fino al 1260, quando la seconda guerra dei baroni, tra Enrico III e i suoi baroni, divise il regno. Durante questo periodo, Eleonora sostenne attivamente gli interessi di Edoardo, importando arcieri dalla contea di Ponthieu. Non è vero, tuttavia, che sia stata inviata in Francia per sfuggire al pericolo durante la guerra ma rimase in Inghilterra. Le voci secondo cui stava cercando nuove truppe dalla Castiglia portarono il capo baronale, Simon de Montfort, a ordinare la sua rimozione dal castello di Windsor a giugno del 1264 dopo che l'esercito reale era stato sconfitto nella battaglia di Lewes.
Edoardo fu catturato a Lewes e imprigionato, ed Eleonora fu confinata con onore a Westminster Palace. Dopo che l'esercito reale sconfisse l'esercito baronale nella battaglia di Evesham nel 1265, Edoardo assunse un ruolo importante nella riforma del governo ed Eleonora salì alla ribalta al suo fianco.

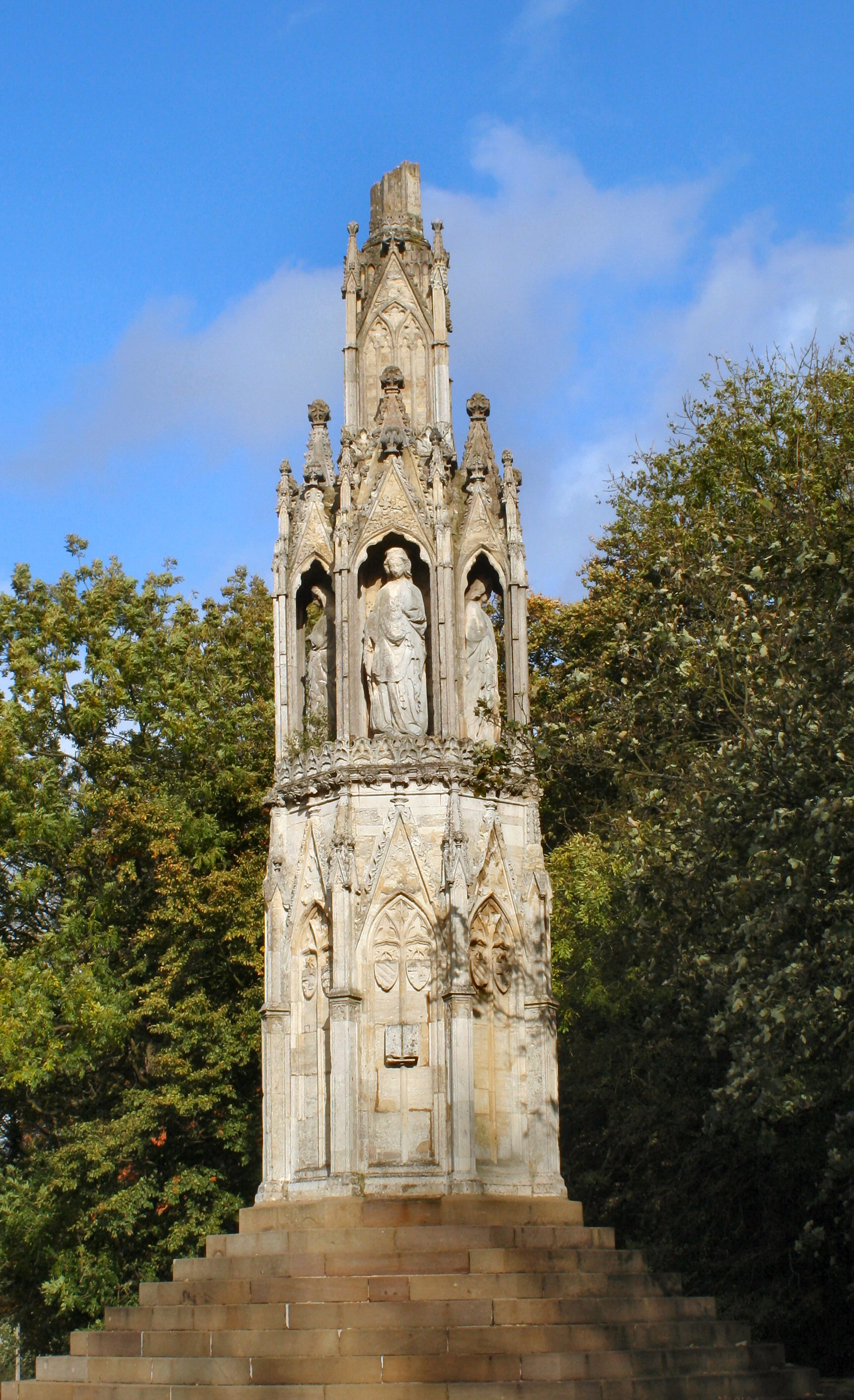
La Croce di Northampton

### Crociata
Nel 1270, con il regno in pace, Edoardo ed Eleonora partirono per unirsi a suo zio Luigi IX di Francia nell'ottava crociata. Luigi morì a Cartagine prima del loro arrivo, tuttavia, e dopo avere trascorso l'inverno in Sicilia, la coppia si recò ad Acri in Terra santa, dove arrivarono a maggio del 1271.
La crociata non ebbe successo dal punto di vista militare, ma Baibars della dinastia Bahri era abbastanza preoccupato dalla presenza di Edoardo ad Acri che a giugno del 1272 fu compiuto un tentativo di omicidio contro l'erede inglese. Fu ferito al braccio da un pugnale che si pensava fosse avvelenato. La ferita era grave e un chirurgo lo salvò tagliando via la carne malata, ma solo dopo che Eleonora fu condotta fuori dal letto, "piangendo e lamentandosi". I narratori successivi hanno abbellito questo incidente, affermando che Eleonora succhiò il veleno dalla ferita, salvando così la vita di Edoardo, ma questa storia fantasiosa non ha fondamento.
Lasciarono Acri nel settembre 1272 e in Sicilia quel dicembre vennero a sapere della morte di Enrico III (il 16 novembre 1272). Dopo un viaggio in Guascogna, Edoardo ed Eleonora tornarono in Inghilterra e furono incoronati insieme il 19 agosto 1274.

## Regina consorte
I matrimoni combinati nel Medioevo non erano sempre felici, ma le prove disponibili indicano che Eleonora ed Edoardo erano devoti l'uno all'altro. Edoardo è tra i pochi re inglesi medievali a non aver avuto relazioni extraconiugali o avesse avuto figli fuori dal matrimonio. La coppia era raramente separata.
Secondo i documenti ritrovati viene citato che ogni anno il lunedì di Pasqua, Edoardo lasciava che le dame di Eleonora lo intrappolassero nel suo letto e pagasse loro un riscatto simbolico in modo che potesse andare nella sua camera da letto il primo giorno dopo la Quaresima; questa usanza era così importante per lui che nel 1291, il primo lunedì di Pasqua dopo la morte di Eleonora, diede alle sue dame il denaro che avrebbe dato loro se fosse stata viva.
Il fatto che Edoardo rimase single fino a quando sposò Margherita di Francia nel 1299 è spesso citato per dimostrare che amava la memoria di Eleonora. Considerava infatti un secondo matrimonio già nel 1293, ma questo non significa che non piangesse Eleonora. Testimonianza eloquente si trova nella sua lettera all'abate di Cluny (gennaio 1291), chiedendo preghiere per l'anima della sposa "che vivendo noi amammo teneramente, e che morta non possiamo cessare di amare". In sua memoria, Edoardo ordinò la costruzione di dodici elaborate croci di pietra (di cui tre sopravvivono, sebbene nessuna di esse sia intatta) tra il 1291 e il 1294, segnando il percorso del suo corteo funebre tra Lincoln e Londra.
Tuttavia, solo uno dei quattro figli di Eleonora è sopravvissuto all'infanzia, e anche prima che morisse, Edoardo era preoccupato per la successione: se quel figlio fosse morto, i mariti delle loro figlie avrebbero potuto provocare una guerra di successione. Nonostante il dolore personale, Edoardo affrontò il suo dovere e si risposò.

### Popolarità
Eleonora è caldamente ricordata dalla storia come la regina che ha ispirato le croci di Eleonora, ma non era così amata ai suoi tempi. La sua reputazione era principalmente quella di un'appassionata donna d'affari.
La sua acquisizione di terre era un'attività economica insolita per qualsiasi nobildonna medievale, per non parlare di una regina - e il livello della sua attività era eccezionale sotto ogni punto di vista: tra il 1274 e il 1290 acquisì proprietà per un valore superiore a £ 2500 all'anno. In effetti, fu lo stesso Edoardo ad avviare questo processo e i suoi ministri l'aiutarono. Voleva che la regina detenesse terre sufficienti per i suoi bisogni finanziari senza attingere ai fondi necessari per il governo. Uno dei suoi metodi per aiutare Eleonora ad acquisire la terra era di darle i debiti che i proprietari terrieri cristiani dovevano agli usurai ebrei. In cambio della cancellazione dei debiti, ricevette le terre impegnate per i debiti. I debitori erano spesso felici di liberarsi dei debiti e approfittavano del favore che Eleonora mostrava loro in seguito.
Ci sono, tuttavia, prove molto chiare che i rapporti di proprietà di Eleonora l'hanno resa ampiamente impopolare.

### Influenza politica
È stato tradizionalmente sostenuto che Eleonora non abbia avuto alcun impatto sulla storia politica del regno di Edoardo e che anche nelle questioni diplomatiche il suo ruolo fosse minore, sebbene Edoardo avesse ascoltato i suoi consigli sull'età in cui le loro figlie potevano sposare sovrani stranieri. Edoardo ha sempre onorato i suoi obblighi nei confronti di Alfonso X, ma all'inizio del 1280 quando Alfonso X aveva bisogno di aiuto, Edoardo non inviò cavalieri inglesi in Castiglia; mandò solo cavalieri dalla Guascogna, che era più vicina alla Castiglia.
Tuttavia, ricerche più recenti hanno indicato che Eleonora potrebbe avere svolto un ruolo nei consigli di Edoardo, sebbene non esercitasse il potere apertamente tranne nelle occasioni in cui era nominata per mediare controversie tra nobili in Inghilterra e Guascogna. Parte della legislazione di Edoardo, per esempio lo Statuto degli ebrei e il suo approccio al reinsediamento gallese, mostrano alcune somiglianze con gli approcci castigliani. Anche le sue strategie militari sembrano essere state influenzate dall'opera di Vegezio, a cui Eleonora rivolse la sua attenzione. Edoardo era, tuttavia, chiaramente pronto a resistere alle sue richieste, o a fermarla, se avesse ritenuto che stesse andando troppo oltre in una qualsiasi delle sue attività, e che si aspettava che i suoi ministri la trattenessero se le sue azioni minacciavano di infastidire persone importanti nella sua regno, come accadde in un'occasione in cui Robert Burnell, il Lord Cancelliere, assicurò il vescovo di Winchester, al quale la regina chiedeva una somma di denaro che il vescovo le doveva, che avrebbe parlato con la regina e che l'affare si sarebbe concluso felicemente per il vescovo.

### Influenza culturale
Anche se non le era concesso alcun ruolo politico palese Eleonora era una donna molto intelligente e colta e trovava altri sbocchi soddisfacenti per le sue energie. Era un'attiva protettrice della letteratura, mantenendo l'unico scriptorium reale noto per essere esistito all'epoca nel Nord Europa, con scribi e almeno un miniatore per copiare i libri per lei. Alcune delle opere prodotte erano apparentemente romanzi in volgare e vite di santi, ma i gusti di Eleonora variavano molto più ampiamente di quello e non si limitavano ai prodotti del suo studio di scrittura. Il numero e la varietà delle nuove opere scritte per lei dimostrano che i suoi interessi erano ampi e sofisticati. Nel 1260 commissionò la produzione della Douce Apocalypse. È stata anche collegata in modo credibile all'Apocalisse della Trinità, anche se la questione se l'abbia commissionata o semplicemente posseduta che ne ha influenzato la produzione, rimane oggetto di dibattito. Durante la crociata nel 1272, commissionò il De Re Militari di Vegetius tradotto per Edoardo. Dopo essere succeduta a sua madre come contessa di Ponthieu nel 1279, fu scritta per lei una storia d'amore sulla vita di un presunto conte di Ponthieu del IX secolo. Ha commissionato una storia d'amore arturiana con un tema della Northumbria, forse per il matrimonio del signore della Northumbria John de Vescy, che ha sposato una sua cara amica e parente. Quasi certamente ha commissionato il Salterio di Alfonso, ora nella British Library. Ci sono anche prove che suggeriscono che abbia scambiato libri con suo fratello Alfonso X.
Prove rilevanti suggeriscono che Eleonora non parlava correntemente l'inglese, ma era abituata a leggere, e quindi presumibilmente a pensare e parlare, in francese, la lingua di sua madre, che avrebbe avuto familiarità fin dall'infanzia nonostante avesse trascorso i suoi primi anni in Spagna. In questo fu più fortunata di molte regine medievali europee, che spesso arrivavano nei regni del marito per far fronte alla necessità di apprendere una nuova lingua; ma la corte inglese era ancora funzionalmente bilingue, in gran parte a causa della lunga successione delle sue regine, che provenivano per lo più da paesi di lingua francese.
In ambito domestico rese popolare l'uso di arazzi e tappeti: l'uso di arazzi e soprattutto tappeti fu notato come una stravaganza spagnola al suo arrivo a Londra, ma al momento della sua morte era chiaramente molto in voga tra i magnati più ricchi, con alcuni dei suoi arazzi dover essere recuperato da Anthony Bek, il vescovo di Durham. Ha anche promosso l'uso di stoviglie raffinate, coltelli elegantemente decorati e persino forchette (anche se rimane incerto se queste ultime fossero usate come utensili personali per mangiare o come pezzi di servizio dalle comuni ciotole o vassoi). Ha avuto anche una notevole influenza sullo sviluppo del design dei giardini nelle tenute reali. Nelle sue proprietà e nella maggior parte dei luoghi in cui ha soggiornato è testimoniata una spesa ingente per i giardini, compreso l'uso di giochi d'acqua - una caratteristica comune del design dei giardini castigliani, dovuto alle influenze islamiche e romane in Spagna. La pittoresca Gloriette nel castello di Leeds è stata creata durante la sua proprietà del castello.
La regina era una devota protettrice dei frati dell'Ordine Domenicano, fondando diversi priorati in Inghilterra e sostenendone l'opera presso l'Università di Oxford e l'Università di Cambridge. Non sorprende quindi che la devozione di Eleonora fosse di stampo intellettuale; a parte le sue fondazioni religiose non era dedita a dirigere opere buone, e lasciava che i suoi cappellani distribuissero elemosine per lei. Il suo livello di beneficenza era, tuttavia, considerevole.
Ha patrocinato molti parenti, anche se data l'impopolarità degli stranieri in Inghilterra e le critiche alla generosità di Enrico III ed Eleonora di Provenza nei loro confronti, era cauta come regina nello scegliere quali cugini sostenere. Piuttosto che sposare i suoi cugini maschi con ereditiere inglesi, il che avrebbe messo la ricchezza inglese in mani straniere, organizzò matrimoni per le sue cugine con baroni inglesi. Edoardo l'ha fortemente sostenuta in questi sforzi, che hanno fornito a lui e alla sua famiglia (e alla stessa Eleonora, in caso di vedovanza) una rete ampliata di potenziali sostenitori. In alcuni casi, i suoi progetti di matrimonio per le sue cugine fornirono a Edoardo, così come a suo suocero Enrico III, l'opportunità di mantenere buone relazioni con altri regni. Il primo dei progetti di matrimonio documentati di Eleonora sanciva l'unione di uno dei suoi cugini Châtellerault con un membro della famiglia Lusignano, parenti materni molto favoriti di Enrico III, non solo rafforzando i legami del re con quella famiglia, ma anche creando un nuovo legame tra il re inglese e un potente famiglia nel Poitou, sul fianco settentrionale della Guascogna.

## Morte

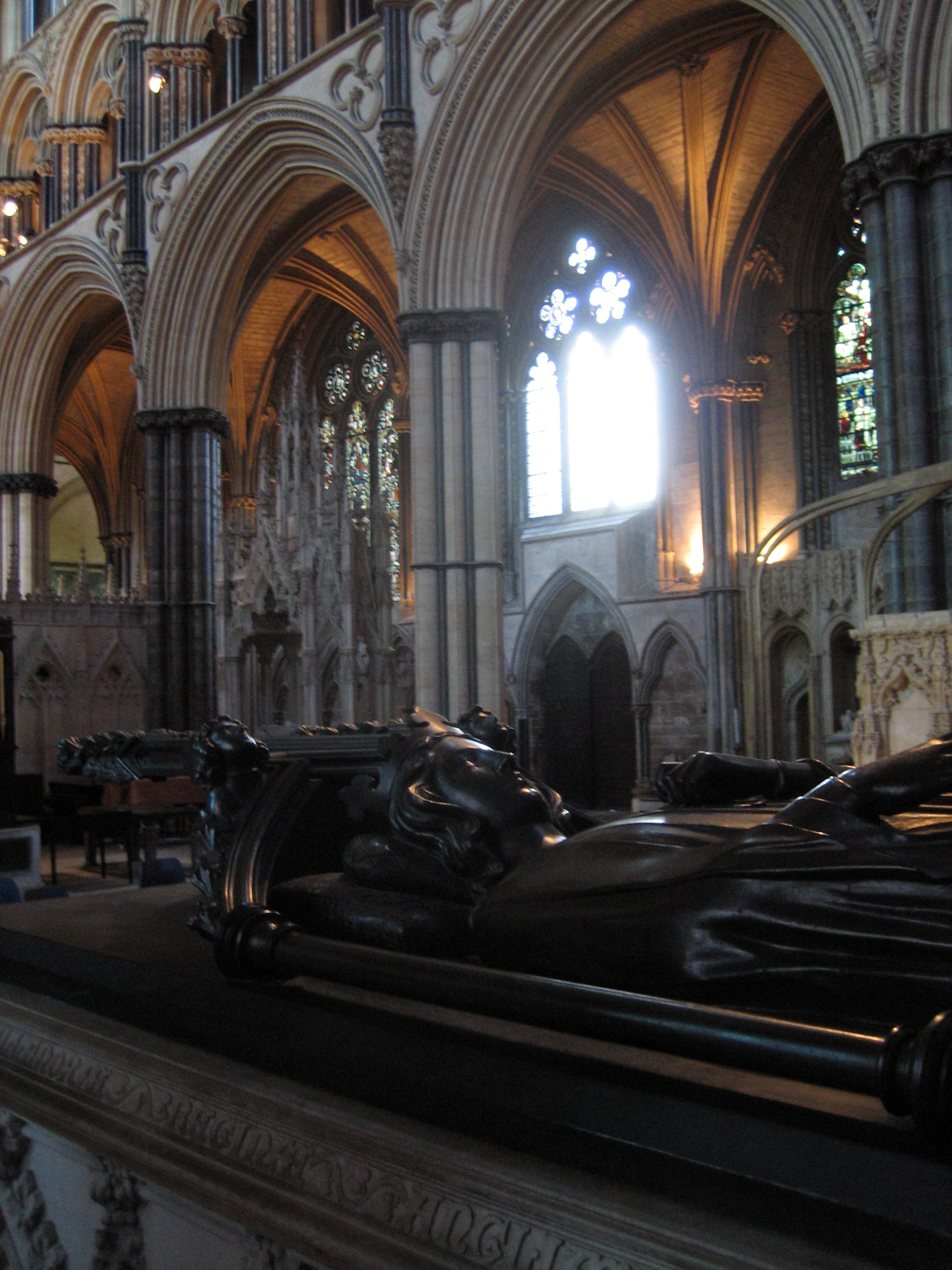
La tomba delle viscere di Eleonora nella Cattedrale di Lincoln.

Probabilmente Eleonora era una donna sana per la maggior parte della sua vita; il fatto che sia sopravvissuta ad almeno sedici gravidanze suggerisce che non fosse fragile. Poco dopo la nascita del suo ultimo figlio, tuttavia, i conti iniziarono a registrare frequenti pagamenti per le medicine a uso della regina. La natura delle medicine non è specificata, quindi è impossibile sapere quali disturbi la affliggessero fino a quando, più tardi nel 1287 mentre era in Guascogna con Edoardo, una lettera in Inghilterra da un membro dell'entourage reale affermava che la regina contrasse un doppia febbre quartana. Questo schema febbrile suggerisce che soffrisse di un ceppo di malaria. La malattia non era fatale di per sé, ma lascia le sue vittime deboli e vulnerabili alle infezioni opportunistiche. Tra le altre complicazioni, il fegato e la milza si ingrossarono, divennero più fragili e altamente suscettibili a lesioni che potevano causare la morte per emorragia interna. C'è anche la possibilità che avesse ereditato la tendenza teorizzata della famiglia reale castigliana ai problemi cardiaci.
Dal momento del ritorno dalla Guascogna ci sono segni che Eleonora era consapevole che la sua morte non era lontana. Furono presi accordi per il matrimonio di due delle sue figlie, Margherita e Giovanna, e le trattative per il matrimonio del giovane Edoardo di Caernarfon con Margherita di Scozia, furono accelerate. Nell'estate del 1290 iniziò un tour a nord attraverso le sue proprietà, ma procedette a un ritmo molto più lento del solito, e il Parlamento autunnale fu convocato a Clipstone, piuttosto che a Londra. I suoi figli furono convocati per farle visita a Clipstone, nonostante gli avvertimenti che il viaggio avrebbe potuto mettere in pericolo la loro salute. Dopo la conclusione del parlamento, Eleonora ed Edoardo intrapresero la breve distanza da Clipstone a Lincoln.
La sua ultima tappa fu nel villaggio di Harby, Lincolnshire. La regina fu alloggiata nella casa di Richard de Weston. Dopo aver devotamente ricevuto l'estrema unzione della Chiesa, vi morì la sera del 28 novembre 1290, all'età di 49 anni e dopo 36 anni di matrimonio. Edoardo I era al suo capezzale per ascoltare le sue ultime richieste. Per tre giorni, la macchina del governo si fermò e nessun mandato fu firmato.
Il corpo imbalsamato di Eleonora fu portato da Lincoln all'abbazia di Westminster, e accompagnato per la maggior parte del percorso da Edoardo I e da un corteo di persone in lutto. Dopo la sua morte il re Edoardo decretò che dovunque il corteo funebre della moglie Eleonora, avesse fatto tappa per la notte, fosse eretta una croce commemorativa; le croci, dette "Eleanor crosses" (Croci di Eleonora) furono dodici e furono erette a Lincoln, Grantham, Stamford, Geddington (nel Northamptonshire tra Kettering e Corby), Northampton, Stony Stratford, Woburn, Dunstable, St Albans, Waltham, Westcheap, e Charing Cross. Oggi sono rimaste solo le basi, quelle di Geddington, Northampton e Waltham, perché le croci furono rimosse. Si ritiene che la parte superiore (croce) del monumento di Hardingstone risieda nel Northampton Guildhall Museum. La croce di Waltham è stata pesantemente restaurata e per evitare un ulteriore deterioramento, le sue statue originali della regina si trovano ora al Victoria and Albert Museum di Londra.
Le sue viscere sono inumati nella cattedrale di Lincoln, e il cuore, inumato nel priorato domenicano di Blackfriars, si trova vicino a quello del figlio Alfonso.
Il funerale di Eleonora ebbe luogo nell'abbazia di Westminster il 17 dicembre 1290. Il suo corpo fu deposto in una tomba vicino all'altare maggiore che in origine aveva contenuto la bara di Edoardo il Confessore e, più recentemente, quella del re Enrico III fino a quando i suoi resti non furono trasferiti nella suo nuova tomba nel 1290. Il corpo di Eleonora rimase in quella tomba fino al completamento della sua. Probabilmente aveva ordinato quella tomba prima di morire. Consisteva in una cassa di marmo con modanature scolpite e scudi (originariamente dipinti) delle armi di Inghilterra, Castiglia e Ponthieu. Il petto è sormontato dalla superba effigie in bronzo dorato di William Torel, che mostra Eleonora nella stessa posa dell'immagine sul suo grande sigillo.
Quando Edoardo I si risposò un decennio dopo la sua morte, lui e la sua seconda moglie Margherita di Francia, chiamarono la loro unica figlia Eleonora in suo onore.

## Ascendenza
|                             |                                |                                 | Genitori                     |  |  | Nonni |  |  | Bisnonni              |  |  | Trisnonni           |  |
|                             |                                |                                 |                              |  |  |       |  |  | Ferdinando II di León |  |  | Alfonso VII di León |  |
|                             |                                |                                 |                              |  |  |       |  |  | Ferdinando II di León |  |  | Alfonso VII di León |  |
|                             |                                | Berengaria di Barcellona        |                              |  |  |       |  |  | Ferdinando II di León |  |  |                     |  |
| Alfonso IX di León          |                                |                                 |                              |  |  |       |  |  | Ferdinando II di León |  |  |                     |  |
|                             |                                | Urraca del Portogallo           | Alfonso I del Portogallo     |  |  |       |  |  |                       |  |  |                     |  |
|                             |                                | Urraca del Portogallo           | Alfonso I del Portogallo     |  |  |       |  |  |                       |  |  |                     |  |
|                             |                                | Urraca del Portogallo           | Mafalda di Savoia            |  |  |       |  |  |                       |  |  |                     |  |
| Ferdinando III di Castiglia |                                | Urraca del Portogallo           |                              |  |  |       |  |  |                       |  |  |                     |  |
|                             |                                | Alfonso VIII di Castiglia       | Sancho III di Castiglia      |  |  |       |  |  |                       |  |  |                     |  |
|                             |                                | Alfonso VIII di Castiglia       | Sancho III di Castiglia      |  |  |       |  |  |                       |  |  |                     |  |
|                             |                                | Alfonso VIII di Castiglia       | Bianca Garcés di Navarra     |  |  |       |  |  |                       |  |  |                     |  |
| Berenguela di Castiglia     |                                | Alfonso VIII di Castiglia       |                              |  |  |       |  |  |                       |  |  |                     |  |
|                             |                                | Eleonora d'Inghilterra          | Enrico II d'Inghilterra      |  |  |       |  |  |                       |  |  |                     |  |
|                             |                                | Eleonora d'Inghilterra          | Enrico II d'Inghilterra      |  |  |       |  |  |                       |  |  |                     |  |
|                             |                                | Eleonora d'Inghilterra          | Eleonora d'Aquitania         |  |  |       |  |  |                       |  |  |                     |  |
| Eleonora di Castiglia       |                                | Eleonora d'Inghilterra          |                              |  |  |       |  |  |                       |  |  |                     |  |
|                             | Alberic II, Conte di Dammartin | Alberic I, Conte di Dammartin   |                              |  |  |       |  |  |                       |  |  |                     |  |
|                             | Alberic II, Conte di Dammartin | Alberic I, Conte di Dammartin   |                              |  |  |       |  |  |                       |  |  |                     |  |
|                             | Alberic II, Conte di Dammartin | …                               |                              |  |  |       |  |  |                       |  |  |                     |  |
| Simon, Conte di Ponthieu    | Alberic II, Conte di Dammartin |                                 |                              |  |  |       |  |  |                       |  |  |                     |  |
|                             |                                | Matilda di Clermont             | Renaud II, Conte di Clermont |  |  |       |  |  |                       |  |  |                     |  |
|                             |                                | Matilda di Clermont             | Renaud II, Conte di Clermont |  |  |       |  |  |                       |  |  |                     |  |
|                             |                                | Matilda di Clermont             | Clementia di Bar             |  |  |       |  |  |                       |  |  |                     |  |
| Giovanna di Dammartin       |                                | Matilda di Clermont             |                              |  |  |       |  |  |                       |  |  |                     |  |
|                             |                                | Guillaume IV, conte di Ponthieu | Jean I, conte di Ponthieu    |  |  |       |  |  |                       |  |  |                     |  |
|                             |                                | Guillaume IV, conte di Ponthieu | Jean I, conte di Ponthieu    |  |  |       |  |  |                       |  |  |                     |  |
|                             |                                | Guillaume IV, conte di Ponthieu | Beatrice di Saint Pol        |  |  |       |  |  |                       |  |  |                     |  |
| Marie, Contessa di Ponthieu |                                | Guillaume IV, conte di Ponthieu |                              |  |  |       |  |  |                       |  |  |                     |  |
|                             |                                | Adele di Francia                | Luigi VII di Francia         |  |  |       |  |  |                       |  |  |                     |  |
|                             |                                | Adele di Francia                | Luigi VII di Francia         |  |  |       |  |  |                       |  |  |                     |  |
|                             |                                | Adele di Francia                | Costanza di Castiglia        |  |  |       |  |  |                       |  |  |                     |  |
|                             |                                | Adele di Francia                |                              |  |  |       |  |  |                       |  |  |                     |  |